# Mielopatia
Per  mielopatia in campo medico, si intende una qualunque malattia che interessa il midollo spinale, ma il termine indica anche le malattie del tessuto mielopoietico.

## Tipologia
Può essere sia acuta, sia cronica. La forma acuta comprende anche mielopatia di tipo compressivo.
Forme acute compressive:
- Compressione neoplastica del midollo spinale
- Ascesso spinale epidurale
- Ematoma epidurale
- Ematomielia.

Forme acute non compressive:
- Infarto del midollo spinale
- Mielite trasversa:
  - Mielopatia acuta trasversa, che può evolvere in sclerosi multipla
  - Forme di mielite di tipo infettivo (causata da vari agenti patogeni, come nel caso del virus di Epstein-Barr)
  - Forme di mielite di tipo parassitario (fra cui la Schistosomiasi e la neuroborreliosi)
- Lesione spinale

Forme croniche compressive e non:
- Mielopatia spondilosica cervicale e spondilitica
  - Sindrome centro-midollare di Schneider
- Stenosi spinale vertebrale
- Mielopatia cervicale non spondilosica (sindrome cervicale di Barré-Lieou, da trauma, discopatia cervicale, debolezza dei legamenti, lesione vertebrale o artrite)
- Siringomielia (da malformazione di Chiari1, da trauma, da tumore o da scoliosi/cifosi)
- Tabe dorsale (da sifilide)
- Sclerosi multipla con placche spinali
- Adrenomieloneuropatia
- Paraparesi spastica ereditaria
- Atrofia muscolare progressiva (una forma di malattia del motoneurone)
- Atrofia muscolare spinale
- Discopatia (ernia del disco, protrusione vertebrale discale, anche con radicolopatia)
  - Mielopatie compressive cervicali e lombosacrali

## Sintomatologia
I sintomi cambiano a seconda della patologia, ma la perdita costante di forza muscolare (ipostenia) e di sensibilità, causati da pressione sui nervi e stenosi (restringimento) del canale spinale, sono la caratteristica principale. A questi sintomi si aggiunge il dolore cronico.

## Esami
- Esami ematochimici (analisi del sangue)
- Risonanza magnetica (in caso di acuta trasversa, dovrebbe essere effettuata a livello encefalico per escludere un possibile inizio della sclerosi multipla)
- Tomografia computerizzata
- Radiografia del torace
- Elettromiografia per valutare il danno neuromuscolare periferico

## Terapie e prognosi
La terapia varia a seconda della mielopatia interessata. A livello generale, nelle mielopatie di forma cronica il trattamento non risulta sufficiente.
Fra le somministrazioni farmacologiche vengono utilizzati soprattutto i glucocorticoidi.
Possono essere presi in considerazione la decompressione chirurgica e laminectomia, soprattutto nel caso di forme compresse, non in quelle stabilizzate cronicamente (nelle quali il trattamento chirurgico può essere poco utile).